# 電界放射顕微鏡
電界放出顕微鏡（でんかいほうしゅつけんびきょう、英名:Field-Emission microscope; FEM）は尖鋭化された金属針先端部から電子を放射することにより、針先端を実空間実時間で観測できる投影型の顕微鏡。ドイツ人研究者のErwin Wilhelm Müller博士により１９３６年に開発された。

## 概要
金属や半導体の表面に高電界を印加すると、固体表面のポテンシャル障壁が変形してトンネル効果によって固体中の電子が真空中に放射される。これは電界電子放出と呼ばれる現象で、放出された電子は電気力線に沿って加速し、針先端から放射状に広がっていく。この結果針先端の情報が10万倍程度に拡大され、その電子を蛍光スクリーンに投影することで針先端を観測することができる。これが電界放射顕微鏡(FEM)である。

## 空間分解能と観測されるパターン
FEMには、除震機能を取り付ける必要がなく、極めて単純な構造でありながら、空間分解能は10～20Å程度に達する。針にはタングステンがよく使用される。FEMで得られる電子放出パターンは、大まかにいうと針先端の仕事関数の分布を示している。そのため、パターンから金属針先端の結晶方位がわかる。さらに、1nm程度の1分子が針上に吸着した場合は、拡大率がさらに20倍程度上がり、分解能も３Åまで上がる。このような状況は1分子電子源を用いることで実現でき、1分子電子源を用いれば、1分子内の分子軌道もFEMで観測できるようになる。